# Princesa Caraboo
Mary Baker (nascuda Mary Willcocks; Witheridge, 11 de novembre de 1792 (presumpte) - Bristol, 24 de desembre de 1864), va ser una destacada impostora anglesa de principi del segle xix. Fent-se passar per la fictícia Princesa Caraboo, Baker va fingir ser d'un regne insular molt llunyà. Baker va enganyar els britànics durant uns mesos.

## La princesa Caraboo
El 3 d'abril de 1817, un sabater d'Almondsbury, Gloucestershire (Anglaterra), va conèixer una jove aparentment desorientada que portava roba exòtica i que parlava un llenguatge incomprensible. L'esposa del sabater va portar aquesta desconeguda al Supervisor dels Pobres, que la va entregar al magistrat local del comtat, Samuel Worrall, qui vivia a Knole Park, a la finca on es troba la Tower House. Worrall i la seva esposa Elizabeth, nascuda als Estats Units d'Amèrica, tampoc no la podien comprendre; només van poder determinar que es deia Caraboo i que estava interessada en les imatges xineses. La van enviar a la fonda local, on va identificar un dibuix d'una pinya amb la paraula «nanas» (que significa pinya en llengües de l'Indonèsia), i insistia a dormir al terra. Samuel Worrall va declarar que era una captaire i que l'havien de portar a Bristol per processar-la per vagància.
Durant el seu empresonament, un mariner portuguès anomenat Manuel Eynesso (o Enes), que havia viscut a Malàisia, va dir que entenia el seu idioma i va traduir la seva història. Segons Enes, era la princesa Caraboo de l'illa de Javasu (Java), a l'oceà Índic. Havia estat capturada per pirates i venuda com a esclava i, després d'un llarg viatge, va saltar al canal de Bristol i va nedar fins a terra.
Worrall es van endur de nou Caraboo a casa seva. Durant deu setmanes, la «princesa alliberada» va ser la favorita dels dignataris locals i es va introduir a l'alta societat anglesa. Va ser entrevistada per periodistes i científics, i Caraboo els va informar sobre les condicions de vida del seu país, el seu déu Allah Tallah (una variació ortogràfica de الله تعالى (Allāh taʿālā), «Al·la l'Exaltat», un dels noms formals per Déu en l'islam), va dibuixar un mapa del seu viatge, i va anotar alfabet i números en la seva «llengua materna». Utilitzava l'arc i les fletxes, practicava l'esgrima i nedava nua. Va adquirir roba exòtica i es va pintar un retrat, que va ser reproduït als diaris locals. El doctor Wilkinson, que va identificar el seu llenguatge utilitzant la pantografia d'Edmund Fry i va declarar la seva autenticitat, i va afirmar que les marques que tenia la part posterior del cap eren obra de cirurgians orientals. Els diaris van publicar històries sobre les aventures de la princesa Caraboo amb l'aclamació nacional.

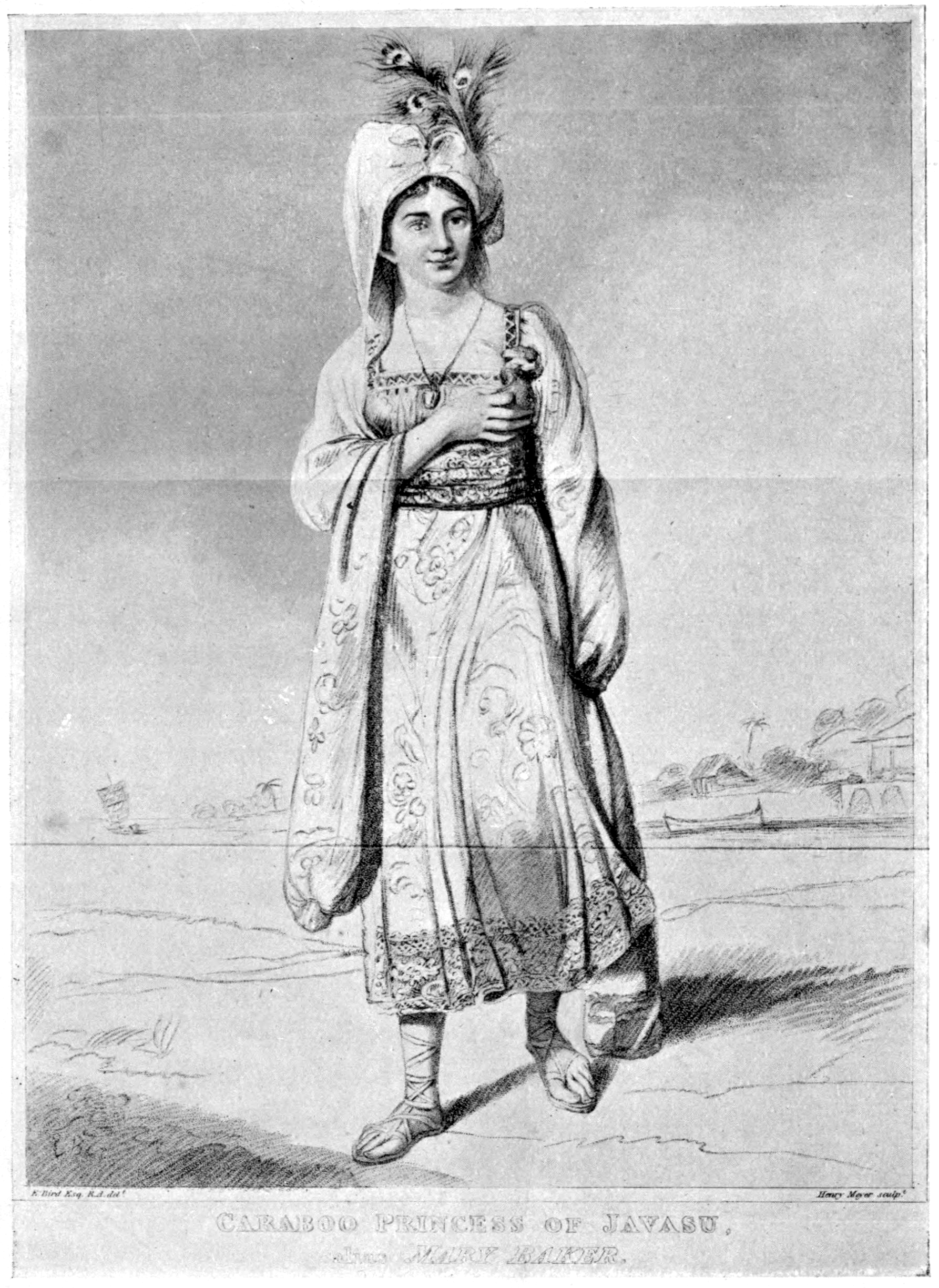
Princesa Caraboo. Gravat de Henry Meyer basat en un quadre d'Edward Bird
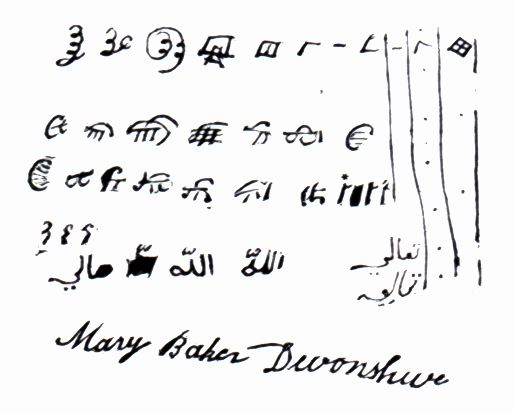
Escriptura en javasu de Baker
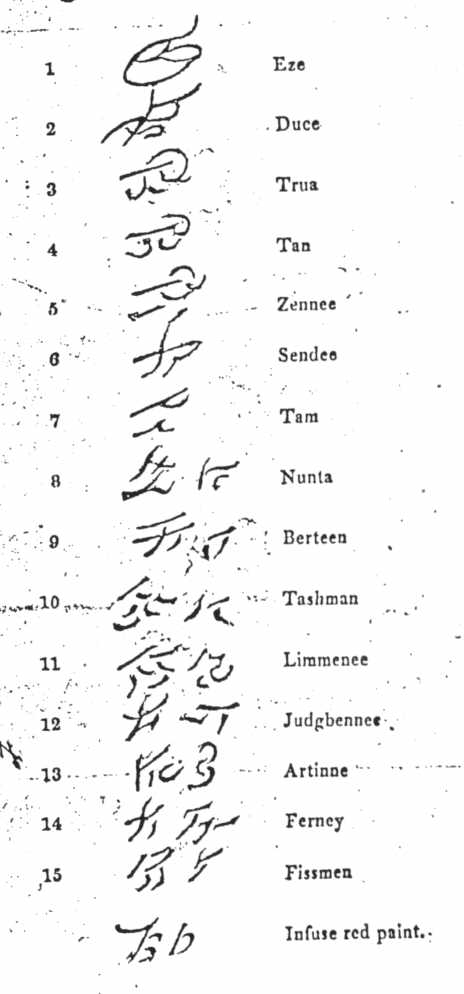
Numerals de l'1 al 15 en javasu

Al final, va sortir la veritat. La propietària d'una pensió, la senyora Neale, la va reconèixer a la fotografia del Bristol Journal i va informar els seus amfitrions.

## Mary Willcocks
En realitat, la princesa Caraboo era Mary Willcocks, filla d'un sabater de Witheridge, Devonshire. Als setze anys, la noia analfabeta va ser entregada com a criada a una família del poble. Dos anys després va marxar, primer a Exeter i després a Bristol i Londres, on va treballar durant tres anys amb una família i va aprendre a llegir i escriure. Després de ser acomiadada per un robatori, es va disfressar d'home i va viure un temps entre lladres. De tornada a Londres, es va casar amb el senyor Baker, que li va explicar històries sobre els seus viatges a l'Extrem Orient. Quan el seu marit va desaparèixer sobtadament, va partir cap a Bristol per emigrar a Amèrica.
Sense diners pel viatge, es va convertir en «la princesa Caraboo» per accedir a una família acomodada i robar-li els diners necessaris. Va inventar el seu llenguatge fictici a partir de paraules imaginàries i paraules caló, i va crear un personatge i una història exòtica. Les estranyes marques al cap eren cicatrius d'una ventosateràpia mal feta en un hospital de pobres de Londres quan era nena. Pot ser que Mary Baker no hagués pogut interpretar el seu paper com a Caraboo durant tant de temps si no fos per l'ajuda del mariner portuguès Manuel Eynesso. Li va confessar que era una impostora, però li va oferir un 50 per cent dels beneficis per a que li fes d'«intèrpret». A més, la premsa britànica va crear gran part de l'engany per beneficiar-se dels seus lectors de la classe mitjana.
Sorprenentment, quan es va descobrir la veritat no va ser lliurada a la policia, i se li va permetre quedar-se a la casa de la família Worall. El flux de visitants, que ara volien veure el «Salmanassar femení», no es va aturar. Es va fer un retrat i va aparèixer un llibre sobre ella. La senyora Worrall li va organitzar un viatje a Filadèlfia, i va partir el 28 de juny de 1817.
El 13 de setembre de 1817 es va publicar una carta al Diari de Bristol, presumptament de Sir Hudson Lowe, l'oficial encarregat de custodiar l'emperador Napoleó durant el seu exili a l'illa de Santa Helena. Afirmava que després que una tempesta desviés a prop de l'illa el vaixell que portava a la bella Caraboo a Filadèlfia, la intrèpida princesa va agafar un bot i va remar cap a terra. L'emperador es va quedar tant fascinat que va sol·licitar al Papa una dispensa per casar-se amb ella. Aquesta història no està verificada. A la premsa contemporània també va aparèixer la història que Caraboo, en lloc d'anar a Amèrica, va desembarcar a Santa Elena, on es va convertir en l'últim gran amor de Napoleó. Però una mirada a la literatura de Napoleó és suficient per exposar aquesta història com una broma satírica d'un periodista de diari.
Als Estats Units d'Amèrica, va continuar breument el seu paper de princesa, presentant-se a l'escenari al Washington Hall, Filadèlfia, com a «Princesa Caraboo», amb poc èxit. El seu últim contacte amb els Worrall va ser una carta de Nova York el novembre de 1817, en què es queixava de la seva notorietat. Sembla que va tornar a Filadèlfia fins que va abandonar Amèrica el 1824, tornant a Anglaterra.
El 1824 va tornar a Gran Bretanya, i durant poc temps va comercialitzar per primera vegada la seva fama a New Bond Street (Londres) com a «Princesa Caraboo», cobrant un preu per l'entrada, però tampoc va tenir èxit. És possible que viatgés breument a França i a Espanya, però va tornar aviat a Anglaterra
El setembre de 1828, vivia com a vídua a Bedminster amb el nom de Mary Burgess (en realitat era el nom d'una cosina). Allà es va casar amb Richard Baker i va donar a llum a una filla anomenada Mary Ann al voltant de 1829. El 1839, venia sangoneres al Bristol Royal Infirmary. Va morir per caiguda el 24 de desembre de 1864 i va ser enterrada al cementiri Hebron Road de Bristol.
La seva filla va continuar amb el seu negoci, vivint sola a Bedminster en una casa plena de gats fins a la seva mort en un incendi el febrer de 1900.

## En la cultura popular
La falsa alarma va proporcionar material per a un guió, filmat el 1994, La princesa Caraboo, escrit per Michael Austin i John Wells, que va afegir alguns elements de ficció a la història. El 2015 es va publicar una novel·la de Catherin Johnson basada en la seva vida.
S'han intentat diverses adaptacions musicals escèniques basades en la història de la princesa Caraboo, inclòs una obra de 2004 protagonitzada per Laura Benanti, Caraboo.
El 30 de març del 2016 va començar un teatre musical, Princess Caraboo, al Finborough Theatre de Londres, amb el guió i cançons de Phil Willmott i compost per Mark Collins. La producció de durada limitada va obtenir crítiques positives, assolint nominacions de Millor Nou Musical i Millor disseny d'il·luminació als Premis Off West End Theatre.